# Малта на Европском првенству у атлетици на отвореном 2018.
Малта је учествовала на 24. Европском првенству у атлетици на отвореном 2018. одржаном у Берлину, (Немачка), од 6. до 12. августа. Ово је било петнаесто европско првенство у атлетици на отвореном на којем је Малта учествовала. Репрезентацију Малте представљало је двоје спортиста (1 мушкарац и 1 жена), који се такмичили у две дисциплине.
На овом Првенству представници Малте нису освојили ниједну медаљу, нити су оборили неки рекорд.

## Учесници
| Мушкарци: - Ин Пол Греш — Скок удаљ | Жене: - Шарлот Вингфилд — 200 м |  |

## Резултати

### Мушкарци
| Атлетичар   | Дисциплина | Лични рекорд | Квалификације | Квалификације | Полуфинале | Полуфинале | Финале               | Финале       | Детаљи |
| Атлетичар   | Дисциплина | Лични рекорд | Резултат      | Место         | Резултат   | Место      | Резултат             | Место        | Детаљи |
| ----------- | ---------- | ------------ | ------------- | ------------- | ---------- | ---------- | -------------------- | ------------ | ------ |
| Ин Пол Греш | Скок удаљ  | 7,43         | 7,04          | 15. у гр. Б   |            |            | Није се квалификовао | 29 / 29 (30) |        |

### Жене
| Атлетичарка     | Дисциплина | Лични рекорд | Квалификације | Квалификације | Полуфинале            | Полуфинале            | Финале                | Финале  | Детаљи |
| Атлетичарка     | Дисциплина | Лични рекорд | Резултат      | Место         | Резултат              | Место                 | Резултат              | Место   | Детаљи |
| --------------- | ---------- | ------------ | ------------- | ------------- | --------------------- | --------------------- | --------------------- | ------- | ------ |
| Шарлот Вингфилд | 200 м      | 23,78 НР     | 24,40         | 8. и гр. 1    | Није се квалификовала | Није се квалификовала | Није се квалификовала | 36 / 36 |        |